# Romanov (schaap)

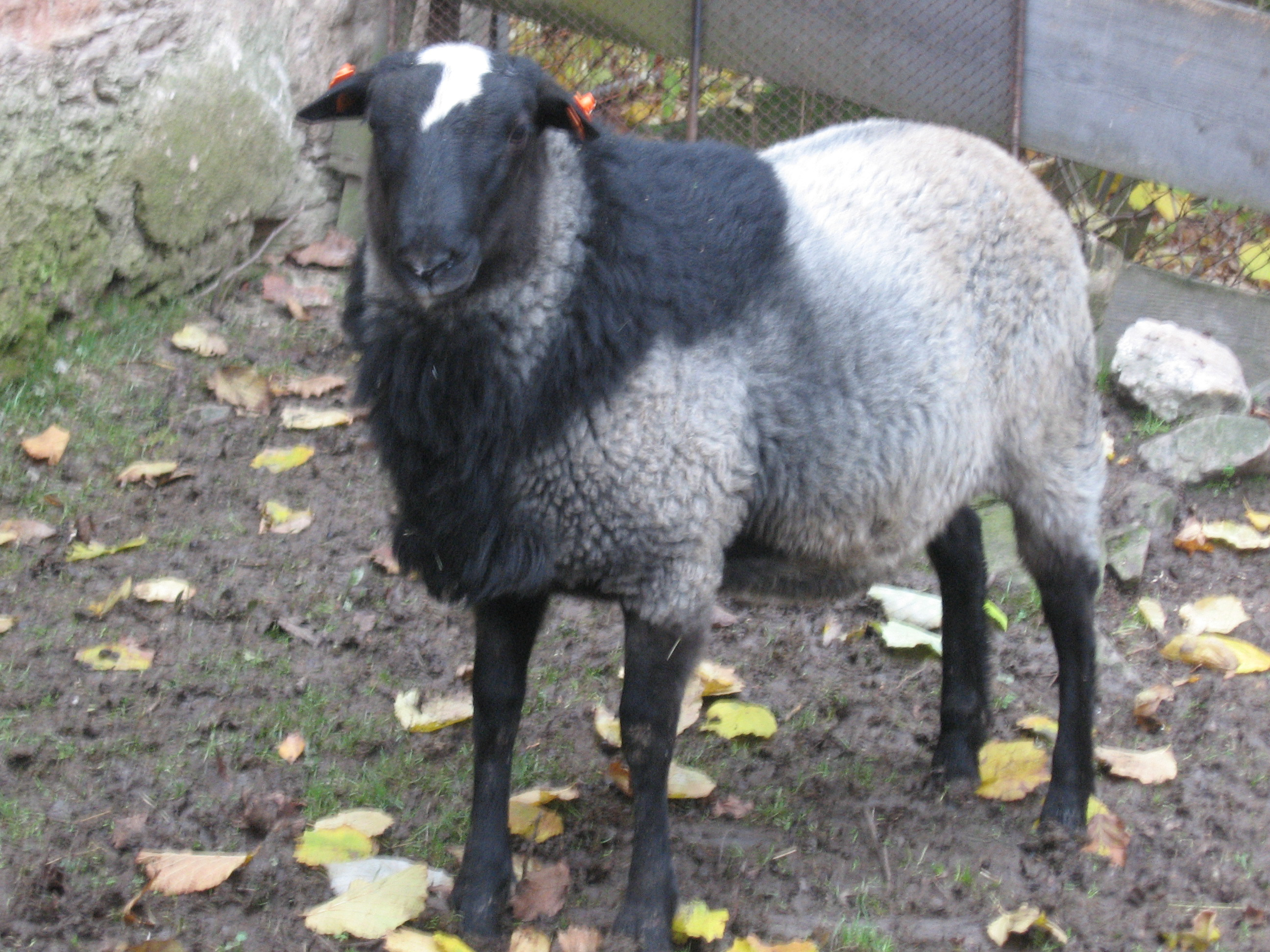
Een Romanov-ram

De Romanov is een schapenras uit de Wolgaregio in Rusland. De naam komt van de stad Romanov (tegenwoordig Toetajev). Deze schapen worden vooral voor het vlees gefokt.